# Ermida de Nossa Senhora da Lanzada
A Ermida de Nossa Senhora da Lanzada (em galego:  Ermida da Nosa Señora da Lanzada, em castelhano:  Ermita de Nuestra Señora de la Lanzada) é uma capela pequena situada na paróquia de Noalla, em Sanxenxo, na comunidade autónoma espanhola da Galiza. Foi construída no século XII no estilo arquitetónico românico tardio. Está localizada na zona extrema mais ocidental de uma ponta próxima ao mar, nas imediações das ruínas de uma fortaleza medieval, conhecida como a torre da Lanzada e à beira do castro da Lanzada.